# Антракноз винограду
Антракноз, або виноградна віспа — захворювання винограду, розповсюджене по всіх районах виноградарства.

## Симптоми антракнозу у винограду
Антракноз вражає всі зелені частини винограду: листя, пагони, суцвіття і ягоди.
Незабаром після утворення листків на них з'являються світло-сірі плями з червонуватим або темно-бурим обідком. Спочатку плями дрібні, в вигляді розпливчастих точок, потім їхні розміри збільшуються, вони кутастої форми. тканини вражених ділянок листкової пластинки руйнуються, вони випадають, що є характерним симптомом цієї хвороби. Вражені листки стають ніби продірявлені. Плями антракнозу часто охоплюють жилки листка, через що порушується їхня провідна система. В цьому випадку листки засихають і опадають.
Пагони вражаються антракнозом тільки в молодому віці. Спочатку на них з'являються дрібні плями буруватого кольору з фіолетовим відтінком. Плями оточені чорним або пурпуровим обідком. В міру росту пагонів вони збільшуються, видовжуються і набувають довгастої форми. Плями поступово вдавлюються, зливаються і утворюють глибокі поздовжні виразки з неправильними краями. В центрі плям тканини кори і деревини руйнуються до серцевини. Судинні пучки залишаються незачепленими і помітні в середині рани у вигляді окремих волокон. По краях виразок утворюються напливи калюсу, які під дією морозів відпадають. При сильному враженні пагонів вони набувають обвугленого вигляду, деформуються, викривляються, стають ламкими.
Листки на вражених пагонах зазвичай дрібні, хлоризуючі. Через порушення провідної системи пагонів листя на них часто засихають.
Суцвіття винограду найсильніше вражаються під час цвітіння. В цей час на гребенях, квітконіжках і квітах з'являються характерні буруваті вдавлені плями, оточені темним обідком. Вражені листки часто осипаються. На ягодах також утворюються вдавлені плями. При розростанні вони часто зливаються, утворюючи виразки неправильної форми. Ягоди при враженні антракнозом ростуть нерівномірно, стають деформованими. В місцях враження тканини інколи розриваються, при цьому оголюється насіння.

## Збудник антракнозу у винограду
Збудник антракнозу — недосконалий гриб Gloeosporium ampelophagum Sacc. з порядку Melanconiales (Acervulales). В вражених тканинах утворює спочатку безбарвну, яка пізніше буріє грибницю, яка складається з тонких ниток з перегородками. Гіфи гриба розвиваються в основному в міжклітинниках вражених тканин. Міцелій, поглинаючи поживні речовини, руйнує тканини, що призводить до їхнього випадання і утворення язв.
Під кутикулою вражених тканин гриб утворює густі сплетіння міцелію у вигляді дрібних сіруватих подушечок. На них товстим шаром формуються вертикальні, циліндричні конідієносці. На вершині конідієносців розвиваються одиничні безбарвні, еліпсоподібні або довгасті одноклітинні конідії довжиною 3-6 Х 2,5-3,5 мкм.
Конідієносці розривають кутикулу і конідії виступають назовні. Вони оточені слизовою масою і в суху погоду склеєні в грудочки. При випаданні опадів слиз набухає і конідії відділяються. З краплинами дощу або роси вони розносяться вітром і заражають нові рослини. Утворення конідій і зараження рослин відбувається протягом літа.
Спори збудника антракнозу недовго зберігають життєздатність. Розрізнені конідії втрачають життєздатність через 10-15 днів. Вони розповсюджуються і заражають рослини тільки при наявності крапельно-рідкої води. Спори проростають при температурах від 11 до 40 °C. Найінтенсивніше їх проростання спостерігається при 23-32 °C. При температурі 20-25 °C конідії проростають вже через 2-4 години. Температура повітря відіграє важливу роль у тривалості інкубаційного періоду хвороби. При 24-30 °C інкубаційний період становить 3-4 дні. Він залежить також від віку рослини і сорту. В міру старіння рослин інкубаційний період хвороби збільшується. Протягом вегетації гриб може дати до 30 поколінь.
До кінця вегетації конідіальні ложа ущільнюються сплетінням грибниці і вони формують склероції, які у виразках зберігають життєздатність протягом декількох років. Навесні склероції знову перетворюються в конідіальні ложа і є джерелом нового зараження рослин.
Гриб G. ampelophagum володіє можливістю давати різноманітні способи розмноження. У виразках вражених тканин на ягодах і пагонах він може утворювати сумчасту стадію в вигляді дрібних чорних клейстокарпій (пікнід). На вершині пікніди мають круглий отвір, через який виходять розоваті спори. Сумкоспори з трьома поперечними перегородками, продовгувато-овальні, розміром 14-16 Х 4-6 мкм.
Сумкоспори виходять із пікнід лише після зруйнування їхньої оболонки, що буває дуже рідко. Тому вони не грають великої ролі у поширенні антракнозу. В сумчастій стадії гриб має назву Elsinoe ampelina Shear.
Крім склероціїв, конідіальних і пікнідіальних стадій збудник антракнозу може утворювати оїдії і цисти. Перші формуються з розчленування гіф на окремі клітини овальної або лимоноподібної форми. В цьому випадку гриб розмножується брунькуванням. Цисти з'являються також при розчленуванні грибниці на окремі клітини або групи клітин, які оточені товстою темно-бурою оболонкою. Всередині цист формуються овальні цисти. Цисти гриба утворюються при несприятливих умовах: високій температурі, посухах, виснаження харчування. Вони відрізняються більшою стійкістю до несприятливих умов середовища.
Із усіх типів спороношення гриба конідіальна форма є найважливішою в розвитку епіфітотії антракнозу.
Антракноз найактивніше розвивається на початку вегетації, коли погодні умови сприятливіші для розвитку збудника. В другій половині літа при високій температурі і зниженій вологості розвиток його призупиняється. У випадку підвищеної вологості в кінці літа сплячі стадії гриба переходять до активного спороношення і зараження нових рослин. Антракноз характеризується великою шкідливістю. Він безпосередньо знищує частину урожаю і викликає пригнічення виноградних кущів. Через враження провідних тканин рослин пригнічується надходження поживних речовин і води до листків і відтік пластичних речовин із листків у корені, збільшується випаровування води через рани. Це зменшує морозо- і посухостійкість рослин, що призводить до зменшення врожайності в наступні роки.

## Галерея

## Боротьба з антракнозом винограду
Захисні заходи спрямовані на створення здорових насаджень, своєчасне застосування агротехніки, що сприяє локалізації інфекції (спалювання хворої лози після обрізки) та створення добре провітрюваної крони (своєчасне обламування і карбування пагонів, підв'язка зелених пагонів) знижують розвиток антракнозу. Підбір стійких сортів і закладка насаджень здоровим посадковим матеріалом також сприяє цьому. Захист від антракнозу за допомогою фунгіцидів, як і від інших захворювань, будується на двох принципах: викорінює обприскування і обприскування в період вегетації винограду. Викорінювальні обробки однакові для всіх захворювань і шкідників і включають обприскування — у вогнищах розвитку шкідливих організмів, після обрізки лоз, але до розпускання бруньок — ДНОК, нітрафеном або залізним купоросом. Протягом вегетації хімічний захист від антракнозу, як правило, поєднують із захистом від мілдью, оскільки ці хвороби лікують одними і тими ж фунгіцидами: контактної дії — 1%-ною бордоською рідиною або її замінниками і системної дії — Ридомілом, Мікалом, арцеридом, Ефалем та ін Терміни обробок для мілдью та антракнозу одні й ті ж: особливу увагу звертають на профілактичні обробки до і після цвітіння винограду. Обприскування вапняно-сірчаним відваром також сприяє зниженню ураження рослин антракнозом. Препарати ті ж що і при мілдью.